# 铀铅测年法
鈾鉛定年法是放射性定年法中最早使用且準確度最高的定年方式，可測定距今100萬年到45億年的物體年代，例定精確度大約是測定範圍的1%至10%。

鈾238衰變為鉛206的過程。

鈾鉛定年法依賴兩個獨立的衰變鏈，即半衰期44.7億年的鈾238（238U）衰變至鉛206（206Pb）的鈾衰變系；以及半衰期7.04億年的鈾235（235U）衰變至鉛207（207Pb）的錒衰變系。從鈾衰變到鉛的衰變鏈由一系列的α和β衰变組成。其中鈾238和其子元素會經過8次α和6次β衰變後成為鉛206；而鈾235的部分則是7次α和4次β衰變後成為鉛207。
因為兩個鈾鉛衰變鏈（鈾238至鉛206和鈾235至鉛207）同時發生，所以在鈾鉛定年法中又發展出了多種定年技術。鈾鉛定年法這個術語通常是指兩個衰變鏈同時使用，並且在「諧和圖」（Concordia diagram，參見下文）上表示。不過，如果只使用一個衰變鏈（通常使用鈾238至鉛206）時，則是使用鈾鉛等時線定年法，類似銣-鍶定年法。
物體的年代也可在鈾鉛衰變系下只分析鉛同位素的比例而測定，即所謂的铅铅测年法。美國地球化學家克莱尔·卡梅伦·帕特森是研究鈾鉛放射性同位素定年方式的先驅，而且因為使用此法首次精確地測定了地球的年齡而聞名。

## 礦物學
鈾鉛定年法通常以鋯石（ZrSiO4）為樣本進行，雖然本法也可以獨居石、榍石和斜鋯石進行。
鋯石形成時，鈾和釷原子可以和鋯石的晶體結構結合而存在於鋯石中，但是鉛無法進入形成中的鋯石晶體結構。因此，我們可以假設鋯石內含的鉛全都是放射成因核素（即完全由铀或釷衰变形成的），而非從外在環境進入。
當科學家定年的材料不是鋯石這種可以选择性地只包含鈾和釷的“良好”礦物時，就必須使用更佳的、覆盖范围更广的数据模型修正。鈾鉛定年法也應用在方解石、霰石等其他碳酸鹽礦物。這類礦物的定年結果精確度通常低於火成岩和變質岩礦物，但在地質紀錄中碳酸鹽礦物較為常見。

## 輻射損傷造成的影響
在鋯石內同位素發生α衰变時，鋯石的晶體會因為被釋放出的α粒子撞擊而受到一定程度的輻射損傷。這些損傷主要集中在母元素鈾和釷周圍，並且會形成使衰变产物鉛從鋯晶格內的原始位置被排出的通道。
在母元素濃度較高區域的晶體損傷範圍將會相當大，並且各個損傷區域將會形成一個損傷網。离子径迹和晶體內微小裂紋將會進一步擴大輻射損傷區域。而這些裂變軌跡將不可避免地成為深入晶體結構的管道，使鋯石中放射衰變產生的鉛同位素流失。

## 化學上的細節
假設鋯石內的鉛原子完全由衰變產生，沒有流失也沒有鉛原子從外部進入，那麼鋯石的年齡可使用如下指數衰減方程式計算：
{\displaystyle N_{\mathrm {Now} }=N_{\mathrm {Orig} }e^{-\lambda t}\,}
其中：
- {\displaystyle N_{\mathrm {Now} }} 是測量時的鈾原子數量。
- {\displaystyle N_{\mathrm {Orig} }} 是鈾原子原始數量，相等於測量時鈾和鉛原子的總量。
- {\displaystyle \lambda } 是鈾的衰變率。
- {\displaystyle t} 是鋯石的年齡，即需要測定的變量。

因此上述方程等價於：
{\displaystyle N_{\mathrm {U} }=\left(N_{\mathrm {U} }+N_{\mathrm {Pb} }\right)e^{-\lambda _{\mathrm {U} }t}\,}
重新整理後變為：
{\displaystyle {{N_{\mathrm {U} }} \over {N_{\mathrm {U} }+N_{\mathrm {Pb} }}}=e^{-\lambda _{\mathrm {U} }t}\,}
簡化後得到：
{\displaystyle 1+{{N_{\mathrm {Pb} }} \over {N_{\mathrm {U} }}}=e^{\lambda _{\mathrm {U} }t}\,}
最後，更常見的計算公式通常是：
| {\displaystyle {{^{\text{206}}\,\!{\text{Pb}}^{*}} \over {^{\text{238}}\,\!{\text{U}}}}=e^{\lambda _{238}t}-1} |  | 1 |

以及
| {\displaystyle {{^{\text{207}}\,\!{\text{Pb}}^{*}} \over {^{\text{235}}\,\!{\text{U}}}}=e^{\lambda _{235}t}-1} |  | 2 |

上述公式計算結果為協和年齡（Concordant age）。將多個協和年齡隨時間序列繪製為圖表，就可以得到諧和線（Concordant line）。
樣本中鉛原子的流失會造成各樣本之間年代測定結果的差異。鉛流失造成的年代測定偏差如下圖表示。如果一組鋯石樣本流失的鉛含量是各個樣本不同，將會在下圖中產生誤差等時線（Errorchron）。諧和線和誤差等時線的上交點可反映鋯石形成的原始年代，而下交點則是使鋯石成為開放系並開始流失鉛的事件發生的時間；雖然下交點所表示年代的意義至今仍有一些不同的意見。

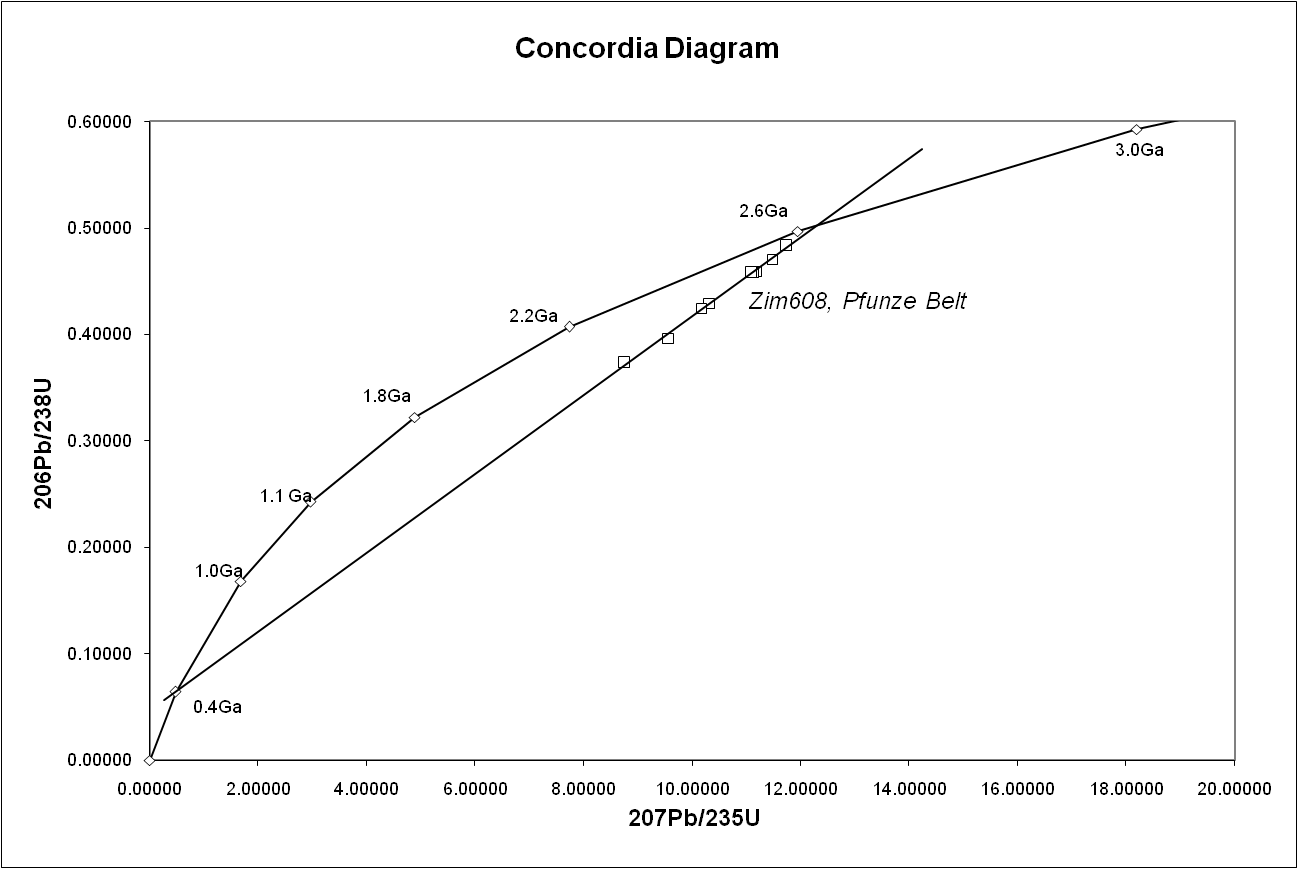
以辛巴威Pfunze帶的鋯石進行的鈾鉛定年法實驗結果。所有的樣本都有鉛同位素流失現象，但是通過所有樣本點位的誤差等時線（圖中斜直線）和諧和線（曲線）顯示了岩石的正確年齡 。

沒有輻射損傷的鋯石可以在極高溫的環境（約900 °C 以上）以外完整保留鈾和釷放射衰變產生的鉛，但是鈾高度聚集區域產生的輻射損傷會使鋯石在低溫下保留鉛的能力大幅下降。鋯石的化學性質相當穩定，並且對機械風化抵抗能力甚高，這對地質年代學家而言是喜憂參半的。鋯石在母岩熔化時部分區域以至整個晶體仍不會被破壞，可完整保留鈾和鉛同位素量以定年。形成時間甚久，並且經歷地質事件相當複雜的鋯石晶體可包含多個形成年代差異甚大的區域（通常是類似樹輪的晶體中核心區域最古老，最外圍區域最年輕的結構。），並且不同區域會紀錄不同時期的岩石狀態。這種複雜狀況的解決方式（取決於保留鉛的最高溫度，也可存在於其他礦物內）通常是使用離子探針（二次離子質譜法，SIMS）或雷射感應耦合電漿質譜法（ICP-MS）。